# Хуан Висенте Перес
Хуан Висенте Перес Мора е земеделец, селянин и суперстолетник, който от 2022 г. до 2024 г. държи рекорда за най-възрастен жив мъж в света, след като получава признание от групата на латиноамериканските суперстолетници, групата за геронтологични изследвания, както и от рекордите на Гинес. Бившият рекордьор е Сатурнино де ла Фуенте Гарсия. Перес Мора е и най-дълголетният човек във Венецуела и най-възрастният венецуелски жител за всички времена.

## Биография
Перес Мора е роден в селището от градски тип Кобре, столица на община Хосе Мария Варгас, щата Тачира. Син е на Еделмира Мора и Еутикио дел Росарио Перес Мора и е най-малкият от осемте си братя и сестри.

### Семейство
През 1914 г. се премества със семейството си в андинския град Лос Паухилес де Сан Хосе де Боливар и започва да се занимава със земеделие в този район, най-вече с добив на захарна тръстика и кафе. По-късно, на 28-годишна възраст, се жени за Едиофина дел Росарио Гарсия, която умира през 1998 г. на 81-годишна възраст. Той има 11 деца, 18 внуци, 41 правнуци и 12 праправнуци. През 1948 г. в продължение на десет години е бил и шериф в Карикуена и е отговарял за разрешаването на семейни спорове и поземлени въпроси.

## Световно признание
През 2020 г. той става най-възрастният човек във Венецуела, което е разгледано от пресата и специализираните медии, където показват номера на личната му карта V-1.900.871. За януари 2022 г. групите на латиноамериканските и геронтологични изследвания актуализират своите таблици и обявяват, че Перес Мора е най-възрастният жив мъж в света. Този процес е поискан от племенника му Фреди Абреу. Събитието оказва влияние в региона, като освен това Хуан Висенте става първият валидиран свръхдълголетник във Венецуела.
През февруари 2022 г. Законодателният съвет на щата Тачира обявява Хуан Висенте Перес за живо наследство на региона. По-късно, през май същата година, книгата на рекордите на Гинес го признава за най-възрастния жив човек.
На 27 май 2022 г. той празнува 113-ия си рожден ден. Събитието включва парад, предшестван от Боливарската национална гвардия, и парти с меса от църквата „Сан Хосе де Боливар“.